# Covelo (Gondomar)
Covelo ist ein Ort und eine ehemalige Gemeinde (Freguesia) im Norden Portugals.
Covelo gehört zum Kreis Gondomar im Distrikt Porto. Die Gemeinde hatte eine Fläche von 11,2 km² und 1626 Einwohner (Stand 30. Juni 2011).
Am 29. September 2013 wurden die Gemeinden Covelo und Foz do Sousa zur neuen Gemeinde União das Freguesias de Foz do Sousa e Covelo zusammengeschlossen.